# Чемпіонат України з футболу 2009—2010: друга ліга

### Команди-учасниці
У чемпіонаті серед команд другої ліги беруть участь 26 команд:
| Команда        | Місто, село                  | Стадіон                                                                                   | Місткість стадіону  | Місце в попер. ч-ті |
| Група А        | Група А                      | Група А                                                                                   | Група А             | Група А             |
| -------------- | ---------------------------- | ----------------------------------------------------------------------------------------- | ------------------- | ------------------- |
| «Бастіон»      | Чорноморськ                  | «Шкільний»                                                                                | 1500                | 6                   |
| «Буковина»     | Чернівці                     | «Буковина»                                                                                | 12 000              | 9                   |
| «Верес»        | Рівне                        | «Авангард»                                                                                | 4500                | 13                  |
| «Динамо»       | Хмельницький                 | «Поділля»                                                                                 | 8000                | 8                   |
| «Єдність»      | с. Плиски Чернігівської обл. | «Єдність» «Спартак» (м. Ніжин) СК Обухівського району (м. Обухів) «Супутник» (м. Прилуки) | 1500 5000 2064 1500 | 12                  |
| «Карпати-2»    | Львів                        | НСБ ЛВС МОУ «СКА»                                                                         | 16 724              | 14                  |
| ФК «Львів-2»   | Львів                        | «Над Бугом» (м. Кам'янка-Бузька)                                                          | 2660                | —                   |
| МФК «Миколаїв» | Миколаїв                     | ЦМС                                                                                       | 24 325              | 11                  |
| ФК «Моршин»    | Моршин                       | «Сокіл» (м. Стрий)                                                                        | 6000                | —                   |
| «Нива»         | Вінниця                      | ЦМС СК «Нива»                                                                             | 24 000 3600         | 3                   |
| «Рось»         | Біла Церква                  | «Трудові резерви» «Центральний» (смт Макарів) СК Обухівського району (м. Обухів)          | 13 500 3100 2064    | 10                  |
| ЦСКА           | Київ                         | Клубний стадіон «Динамо» в Чапаєвці                                                       | 2700                | 4                   |
| Група Б        |                              |                                                                                           |                     |                     |
| «Гірник»       | Кривий Ріг                   | Стадіон шахти «Жовтнева» «Будівельник»                                                    | 2500 …              | 11                  |
| «Гірник-спорт» | Комсомольськ                 | «Юність»                                                                                  | 2500                | 13                  |
| «Дніпро-75»    | Дніпропетровськ              | «Метеор»                                                                                  | 24 361              | 16                  |
| «Іллічівець-2  | Маріуполь                    | «Азовець» «Західний»                                                                      | 1660 3063           | 10                  |
| «Кремінь»      | Кременчук                    | СК «Політехнік» Стадіон ДФА «Металіст» (м. Харків)                                        | 11 300 400          | 14                  |
| «Металург-2»   | Запоріжжя                    | «Титан» Стадіон НТБ ФК «Металург»                                                         | 2000 …              | 15                  |
| «Олімпік»      | Донецьк                      | СК «Олімпік»                                                                              | 680                 | 6                   |
| «Олком»        | Мелітополь                   | «Спартак» ім. Олега Олексенка                                                             | 2000                | 7                   |
| ФК «Полтава»   | Полтава                      | «Локомотив»                                                                               | 2500                | 2                   |
| «Сталь»        | Дніпродзержинськ             | «Металург»                                                                                | 2900                | 3                   |
| ФК «Суми»      | Суми                         | «Ювілейний»                                                                               | 25 800              | 17                  |
| «Титан»        | Армянськ                     | «Хімік»                                                                                   | 3450                | 4                   |
| «Шахтар»       | Свердловськ                  | ім. Миколи Горюшкіна                                                                      | 10 000              | 8                   |
| «Шахтар-3»     | Донецьк                      | ЦС «Шахтар» СТБ «Кірша»                                                                   | 31 718 1500         | 5                   |

 — команди, що отримали статус професіоналів перед початком чемпіонату,  — команди, що опустилися з першої ліги
Перед початком сезону команди «Арсенал» (Харків), «Нафком» (Бровари) і «Титан» (Донецьк) були виключені зі змагань.
4 вересня 2009 року Постановою Центральної Ради ПФЛ футбольний клуб ЦСКА був виключений зі змагань.
17 лютого 2010 року Постановою Центральної Ради ПФЛ футбольний клуб «Моршин» перейменовано на футбольний клуб «Скала».
19 березня 2010 року рішенням Дисциплінарного комітету ПФЛ футбольний клуб «Дніпро-75» виключений з ПФЛ за несплату заявкових грошових внесків та грубе порушення статутних і регламентних норм. У решті матчів команді зараховані технічні поразки −:+, суперникам — технічні перемоги +:−.

### Група А

#### Підсумкова турнірна таблиця
| М  | Команда        | І  | В  | Н | П  | РМ    | О  |
| -- | -------------- | -- | -- | - | -- | ----- | -- |
| 1  | «Буковина»     | 20 | 15 | 3 | 2  | 35−12 | 48 |
| 2  | «Нива»         | 20 | 12 | 4 | 4  | 43−16 | 40 |
| 3  | «Бастіон»      | 20 | 11 | 7 | 2  | 44−20 | 40 |
| 4  | МФК «Миколаїв» | 20 | 11 | 6 | 3  | 30−13 | 39 |
| 5  | «Динамо»       | 20 | 10 | 3 | 7  | 28−16 | 33 |
| 6  | «Єдність»      | 20 | 8  | 5 | 7  | 22−21 | 29 |
| 7  | «Рось»         | 20 | 6  | 3 | 11 | 18−30 | 21 |
| 8  | ФК «Львів-2»   | 20 | 4  | 7 | 9  | 13−25 | 19 |
| 9  | «Верес»        | 20 | 4  | 4 | 12 | 16−41 | 16 |
| 10 | «Карпати-2»    | 20 | 5  | 1 | 14 | 17−43 | 16 |
| 11 | «Скала»        | 20 | 1  | 3 | 16 | 11−40 | 6  |
| —  | ЦСКА           | —  | —  | — | —  | —     | —  |

ЦСКА знявся з розіграшу після 5-го туру. Результати матчів за участю команди анульовані.
Позначення:

#### Результати матчів
| Команда            | БАС | БУК | ВЕР | ДИН | ЄДН | КАР | ЛЬВ | МИК | МОР | НИВ | РОС |
| ------------------ | --- | --- | --- | --- | --- | --- | --- | --- | --- | --- | --- |
| «Бастіон»          |     | 4:2 | 6:2 | 1:1 | 4:0 | 6:1 | 2:1 | 2:2 | 5:0 | 1:3 | 2:1 |
| «Буковина»         | 1:0 |     | 0:0 | 2:0 | 1:0 | 4:1 | 1:0 | 0:0 | 2:0 | 3:0 | 2:0 |
| «Верес»            | 1:1 | 0:2 |     | 1:2 | 1:1 | 0:4 | 2:0 | 0;1 | 2:1 | 0:5 | 1:2 |
| «Динамо»           | 1:2 | 0:1 | 3:0 |     | 0:1 | 2:0 | 0:0 | 0:0 | 3:1 | 2:1 | 2:0 |
| «Єдність»          | 1:2 | 2:3 | 0:1 | 1:0 |     | 3:0 | 0:0 | 1:0 | 3:0 | 0:0 | 3:1 |
| «Карпати-2»        | 0:2 | 1:4 | 1:3 | 1:0 | 0:1 |     | 2:0 | 1:3 | 2:0 | 0:1 | 0:2 |
| ФК «Львів-2»       | 1:1 | 1:3 | 4:1 | 0:4 | 1:0 | 3:1 |     | 0:1 | 0:0 | 0:3 | 0:0 |
| МФК «Миколаїв»     | 1:1 | 0:1 | 5:0 | 2:1 | 4:1 | 0:0 | 1:1 |     | 3:1 | 1:3 | 2:0 |
| «Моршин» / «Скала» | 0:1 | 1:1 | 1:0 | 1:2 | 2:2 | 0:1 | 0:1 | 0:2 |     | 0:3 | 2:3 |
| «Нива»             | 1:1 | 2:1 | 1:1 | 1:2 | 0:0 | 7:1 | 3:0 | 0:1 | 1:0 |     | 5:1 |
| «Рось»             | 0:0 | 0:1 | 1:0 | 0:3 | 1:2 | 2:0 | 0:0 | 0:1 | 3:1 | 1:3 |     |

Анульовані результати матчів: «Єдність» — ЦСКА 3:1, ЦСКА — «Верес» 3:0, ЦСКА — «Нива» 2:3, «Моршин» — ЦСКА 3:0

#### Найкращі бомбардири
| #  | Футболіст            | Команда        | Ігри | Голи (пен.) |
| -- | -------------------- | -------------- | ---- | ----------- |
| 1  | Владислав Коробкін   | «Буковина»     | 19   | 14 (3)      |
| 2  | Олександр Нечипорук  | «Бастіон»      | 19   | 13 (6)      |
| 3  | Сергій Дітковський   | «Динамо»       | 19   | 12 (2)      |
| 4  | Євген Сантрапинських | «Бастіон»      | 19   | 10          |
| 5  | Олексій Колесников   | «Динамо»       | 19   | 9 (1)       |
| 6  | Юрій Скороход        | МФК «Миколаїв» | 16   | 8           |
| 7  | Вадим Бовтрук        | «Нива»         | 20   | 7           |
| 8  | Дмитро Козьбан       | «Нива»         | 19   | 6           |
| 8  | Степан Маковійчук    | «Буковина»     | 19   | 6           |
| 10 | Сергій Герасимець    | «Нива»         | 20   | 6           |

### Група Б

#### Підсумкова турнірна таблиця
| М  | Команда        | І  | В  | Н | П  | РМ    | О  |
| -- | -------------- | -- | -- | - | -- | ----- | -- |
| 1  | «Титан»        | 26 | 21 | 3 | 2  | 50−20 | 66 |
| 2  | «Кремінь»      | 26 | 15 | 9 | 2  | 41−21 | 54 |
| 3  | ФК «Полтава»   | 26 | 16 | 6 | 4  | 34−16 | 54 |
| 4  | «Сталь»        | 26 | 15 | 6 | 5  | 38−23 | 51 |
| 5  | «Олімпік»      | 26 | 15 | 4 | 7  | 45−28 | 49 |
| 6  | «Шахтар»       | 26 | 13 | 7 | 6  | 26−15 | 46 |
| 7  | «Шахтар-3»     | 26 | 10 | 6 | 10 | 33−29 | 36 |
| 8  | ФК «Суми»      | 26 | 10 | 6 | 10 | 32−34 | 36 |
| 9  | «Гірник»       | 26 | 8  | 4 | 14 | 29−43 | 28 |
| 10 | «Олком»        | 26 | 7  | 5 | 14 | 31−42 | 26 |
| 11 | «Гірник-Спорт» | 26 | 5  | 7 | 14 | 21−35 | 22 |
| 12 | «Іллічівець-2» | 26 | 4  | 3 | 19 | 16−40 | 15 |
| 13 | «Дніпро-75»    | 26 | 4  | 5 | 17 | 19−21 | 14 |
| 14 | «Металург-2»   | 26 | 3  | 1 | 22 | 18−66 | 10 |

«Дніпро-75» виключене зі змагань після 15-го туру.
Позначення:

#### Результати матчів
| Команда        | ГІР | ГСП | ДНІ | ІЛЛ | КРЕ | МЕТ | ОЛІ | ОЛК | ПОЛ | СТА | СУМ | ТИТ | ШАХ | Ш-3 |
| -------------- | --- | --- | --- | --- | --- | --- | --- | --- | --- | --- | --- | --- | --- | --- |
| «Гірник»       |     | 2:0 | 1:1 | 2:1 | 0:0 | 2:0 | 0:3 | 1:0 | 1:2 | 1:2 | 3:1 | 1:5 | 0:1 | 1:1 |
| «Гірник-спорт» | 2:0 |     | 1:1 | 1:0 | 1:2 | 1:1 | 1:3 | 2:0 | 0:1 | 1:1 | 1:2 | 0:2 | 0:2 | 2:0 |
| «Дніпро-75»    | −:+ | 4:2 |     | −:+ | −:+ | 4:1 | 0:1 | −:+ | 0:0 | 2:1 | 2:1 | −:+ | 1:2 | −:+ |
| «Іллічівець-2» | 3:2 | 0:0 | 2:2 |     | 0:2 | 2:1 | 0:2 | 3:0 | 0:0 | 0:2 | 1:2 | 0:1 | 0:1 | 0:1 |
| «Кремінь»      | 4:1 | 0:0 | 2:1 | 2:0 |     | 2:0 | 2:1 | 3:1 | 1:0 | 2:1 | 2:1 | 0:0 | 1:1 | 2:1 |
| «Металург-2»   | 2:1 | 0:1 | +:− | 2:0 | 1:2 |     | 1:2 | 1:2 | 1:2 | 0:2 | 0:2 | 1:4 | 0:2 | 1:4 |
| «Олімпік»      | 1:5 | 4:0 | +:− | 2:0 | 2:2 | 3:0 |     | 2:1 | 1:0 | 3:3 | 4:3 | 1:2 | 3:0 | 4:1 |
| «Олком»        | 3:0 | 1:1 | 0:0 | 3:1 | 0:4 | 3:1 | 2:1 |     | 1:1 | 1:2 | 1:1 | 6:1 | 1:3 | 0:0 |
| ФК «Полтава»   | 2:1 | 1:0 | 4:0 | 1:0 | 1:1 | 6:0 | 1:0 | 2:1 |     | 2:0 | 1:0 | 2:1 | 0:0 | 0:0 |
| «Сталь»        | 2:0 | 2:1 | +:− | 2:1 | 2:2 | 3:1 | 2:0 | 1:0 | 4:0 |     | 1:1 | 0:2 | 1:0 | 2:1 |
| ФК «Суми»      | 0:1 | 2:1 | +:− | 4:1 | 1:1 | 3:2 | 0:0 | 3:1 | 0:1 | 2:1 |     | 1:3 | 1:1 | 1:0 |
| «Титан»        | 3:1 | 2:1 | 2:1 | 1:0 | 3:1 | 6:0 | 2:1 | 2:1 | 1:0 | 0:0 | 1:0 |     | 1:0 | 2:1 |
| «Шахтар»       | 0:0 | 2:1 | +:− | 2:1 | 0:0 | 2:0 | 0:1 | 1:0 | 1:2 | 0:0 | 0:0 | 0:1 |     | 4:0 |
| «Шахтар-3»     | 4:2 | 0:0 | 1:0 | 1:0 | 2:1 | 5:0 | 0:0 | 4:2 | 1:2 | 0:1 | 4:0 | 1:1 | 0:1 |     |

#### Найкращі бомбардири
| # | Футболіст          | Команда                    | Ігри | Голи (пен.) |
| - | ------------------ | -------------------------- | ---- | ----------- |
| 1 | Василь Клімов      | «Кремінь»                  | 23   | 13 (2)      |
| 2 | Костянтин Візьонок | «Титан»                    | 20   | 12 (3)      |
| 3 | Вадим Шаврін       | «Олімпік»                  | 15   | 9 (3)       |
| 4 | Дмитро Кривий      | «Сталь»                    | 18   | 9 (4)       |
| 5 | Сергій Савченко    | ФК «Суми»                  | 25   | 8           |
| 6 | Костянтин Панін    | «Титан»                    | 14   | 7           |
| 7 | Владислав Гельзін  | «Олімпік»                  | 12   | 7 (1)       |
| 8 | Роман Довжик       | «Гірник» (3) / «Титан» (4) | 24   | 7 (1)       |
| 9 | Дмитро Бермудес    | ФК «Суми»                  | 18   | 7 (2)       |

## Матч за право грати у першій лізі
Після закінчення чемпіонату команда «Десна» не пройшла атестацію і була виключена з ПФЛ. На Центральній Раді ПФЛ було вирішено, що її місце займе переможець стикового матчу між командами, що посіли другі місця в групах другої ліги, — «Нивою» і «Кременем». Матч відбувся на Центральному стадіоні Макарова Київської області.
| 28 червня 2010 17:00 |

| «Кремінь» | 0:2        | «Нива»                |
| --------- | ---------- | --------------------- |
|           | (Протокол) | Козьбан 12' Найко 47' |

| Макарів, стадіон «Центральний» Глядачів: 700 Арбітр: Дмитро Кутаков |

## Підсумки чемпіонату
За підсумками чемпіонату чемпіоном став донецький «Шахтар», друге місце посіло київське «Динамо», третє — «Металіст».
«Шахтар» і «Динамо» здобули путівки до Ліги чемпіонів УЄФА, «Металіст», «Дніпро», «Карпати» і «Таврія» (володар кубка) — до Ліги Європи. «Чорноморець» і «Закарпаття» залишили Прем'єр-лігу.
Чемпіоном першої ліги став ПФК «Севастополь», друге місце посіла «Волинь», третє — алчевська «Сталь». ПФК «Севастополь» і «Волинь» піднялися до Прем'єр-ліги. Тернопільська «Нива» залишила першу лігу, «Десна» була переведена до другої ліги, а ФК «Харків» був позбавлений статусу професіоналів. Поповнили першу лігу «Буковина» і «Титан» (переможці груп другої ліги), а також вінницька «Нива» (переможець стикового матчу).
ЦСКА і «Дніпро-75» позбавлені статусу професіоналів. «Карпати-2» та ФК «Львів-2» не візьмуть участі у другій лізі наступного сезону. Поповнили другу лігу «Дніпро-2» (Дніпропетровськ), «Енергія» (Нова Каховка) та «Чорноморець-2» (Одеса).